# Spirit of St. Louis (bok)
Spirit of St. Louis, engelsk titel The Spirit of St. Louis, är en bok från 1953 av den amerikanske flygaren Charles Lindbergh, om hans soloflygning över Atlanten 1927. Titeln kommer från Lindberghs flygplan Spirit of St. Louis. Det var Lindberghs tredje och mest utförliga skildring av händelsen, efter "Vi" – min maskin och jag, som gavs ut mindre än två månader efter flygningen, och en kortare skildring i essän Of flight and life från 1948.
Spirit of St. Louis gavs ut på svenska 1954 i översättning av Torsten Blomkvist. Den tilldelades Pulitzerpriset för bästa biografi eller självbiografi 1954. Den är förlaga till filmen Spirit of St. Louis från 1957, med James Stewart i rollen som Lindbergh.